# Aarikka
Aarikka oy  részvénytársaság 1954-ben alapított finn családi vállalkozás, amely design termékeket tervez és állít elő. Alapítói Kaija Aarikka és Erkki Ruokonen.

## Története
Minden egy gombbal kezdődött - olvasható a cég honlapján.  Kaija Aarikka, az Iparművészeti főiskola textilművészet szakos hallgatója, mivel az általa tervezett ruhához nem talált megfelelő gombot, saját maga készített egyet. Az egyedi tervezésű gombokat azután faékszerek követték, később ezüstékszerek, gyertyatartók, játékfigurák, majd ajándék- és berendezési tárgyak.
A vállalat megalakulásának hivatalos időpontja 1954. február 24.
Első művészeti vezetője maga Kaija Aarikka volt. Ma a vállalkozást lánya, Pauliina Aarikka vezeti.
Az elmúlt évtizedek során számos tervező járult hozzá munkájával az Aarikka hírnevéhez. Többek között Aino Favén, Jorma Vennola, Jukka Rintala, Tuula Falck, Markku Salo, Paola Suhonen, Anna Ruohonen, Anu Leinonen, Kalle Kuusela, Elina Helensius, Kaisli Kiuru, Saija Malila és Eero Sairanen.

## Termékek
Az Aarikka tevékenységének két fő irányvonala ékszerek és berendezési tárgyak tervezése illetve előállítása.
Az Aarikka ékszerek kézműves termékek. Finnországban készülnek, az előállításukhoz szükséges faanyagot kizárólag finn nyírfából nyerik. Az Aarikka ékszerkollekció a tartós szépséget hirdeti mind a divat, mind a minőség tekintetében. Termékeik között faékszerek - nyakláncok, karkötők, fülbevalók, kitűzők -, valamint ezüst ékszerek is megtalálhatók.
Az Aarikka otthon-kollekció konyhai eszközöket és egyéb berendezési tárgyakat tartalmaz. Állandó sorozataik mellett szezonális sorozatokat is készítenek, például a karácsonyi témájú „Krampusz-sorozat” (Joulutonttusarja), illetve a tenger- és halmotívumot felhasználó nyári kollekció (Kesäsuomi).
Állandó sorozatok: Lintunen - madármotívum; Allu - humoros kacsafigura; Hirvonen - rénszarvasmotívum; Kukka - virágmotívum.

## Stílus
Az Aarikka tevékenysége leginkább az eredetiség, innováció, természetközeliség szavakkal jellemezhető. Termékeikre a gömbölyű formák, a változatos színek, az otthonosság és a vidámság jellemző. Legfontosabb nyersanyaga a fa.

## Előállítás
Az anyagválasztás és az előállítás folyamata is a környezet tudatos figyelembevételével történik. A termékeket Finnországban állítják elő, Finnországból származó nyersanyagokból. Az előállítás nagy része otthon, illetve speciális munkaközpontokban is elvégezhető munka, melyhez előszeretettel alkalmaznak fogyatékkal élő munkaerőt. A szociális munkáltatás az 1970-es évektől szerves része az Aarikka tevékenységének. Az ökológiai szempontokat figyelembe véve a csomagolás minimalizálására, valamint a környezetbarát alapanyagok  - mint például a fa - felhasználására törekszik.

## Üzletek
Az Aarikka termékei Finnországon és Skandinávián kívül több európai nagyvárosban, valamint az USA-ban, Kanadában, Japánban és Kínában is megvásárolhatók. Magyarországhoz legközelebb Bécsben találhatunk Aarikka termékeket is árusító üzletet.